# Mountain Leader Verkennings Peleton
Mountain Leader Verkennings Peleton (kratica MLFVERKPEL) je specialna enota, ki je specializirana za arktično izvidništvo in gorsko izvidništvo; je del Korps Mariniers.

## Zgodovina
Vod je bil ustanovljen leta 1997.
Enota je sodelovala v naslednjih mirovnih operacijah: UNTSO (julij 1954 - danes), UNYOM (1963–12. september 1964), UNIPOM (1965–1966), Operacija Provide Comfort (april–28. september 1991), Operacija Provide Comfort II (1992–5. oktober 1994), UNAMIC, UNTAC, Operacija Sharp Guard (junij 1993), Operacija Provide Care (julij –november 1994), Operacija Uphold Democracy (1995), Operacija Deliberate Force (avgust–september 1995), UNPROFOR (1997–1998), Operacija Allied Harbour (1998), UNMEE (2000–julij 2001) in UNMIL (november 2003–februar 2004).
MLFVERKPEL je sodeloval tudi v: operaciji Amber Star, Enduring Freedom in kot del Stabilisation Force Iraq.